# Dysalotus oligoscolus
Dysalotus oligoscolus is een straalvinnige vissensoort uit de familie van chiasmodontiden (Chiasmodontidae). De wetenschappelijke naam van de soort is voor het eerst geldig gepubliceerd in 1974 door Johnson & Cohen.